# 세컨 찬스 (영화)
《세컨 찬스》(덴마크어: En chance til)는 2014년 공개된 덴마크의 스릴러 영화이다.

## 출연진
- 니콜라이 코스테르발다우
- 울리크 톰센
- 마리아 본네비
- 니콜라이 리 코스
- 뤼케 마위 아네르센
- 보딜 예르겐센
- 토마스 보 라르센
- 페테르 하베르
- 롤란 묄레르

## 기타 제작진
- 공동 제작: 마들렌 에크만, 예시카 아스크
- 라인 제작: 카렌 벤손
- 의상: 시그네 사일룬